# 若宮インターチェンジ
若宮インターチェンジ（わかみやインターチェンジ）は、福岡県宮若市にある九州自動車道のインターチェンジである。
脇田温泉や宗像市方面へ向かうのにも利用される。

## 道路
- E3 九州自動車道（5番）

## 接続する道路
- 福岡県道9号室木下有木若宮線

## 特記事項
- 主に、宮若市・宗像市や福津市・鞍手町・小竹町の一部の住民が利用する。

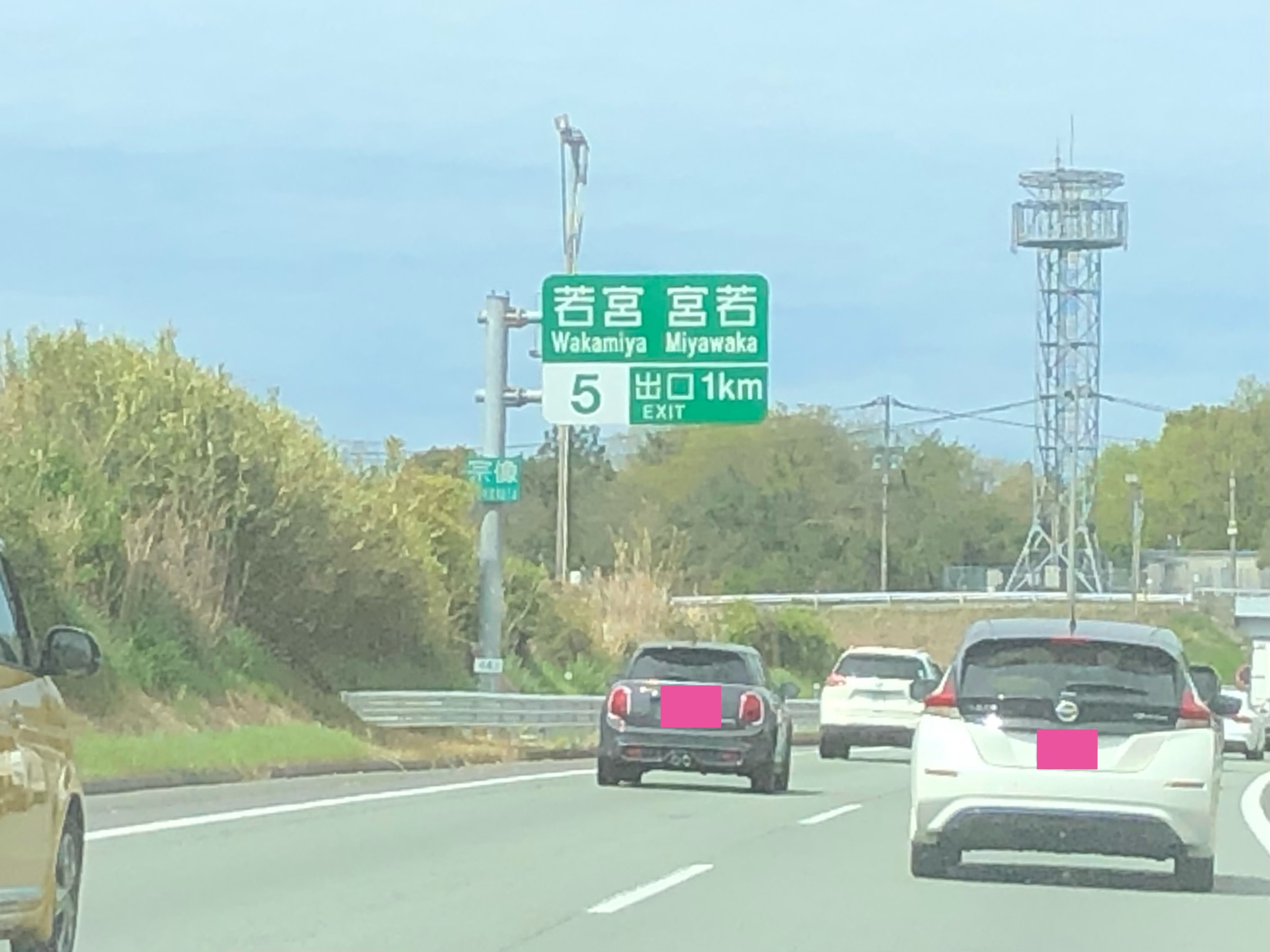
元々は「若宮 宮田」という標識だったが、若宮町と宮田町の合併によって成立した宮若市の発足に伴い、「宮田」の部分を新市名の「宮若」と入れ替えたため、「若宮 宮若」という回文のような表記となった。  - 若宮インターの出口標識。若宮 宮若 宗像と表記されている。

## 料金所
- ブース数：5

### 入口
- ブース数：2
  - ETC専用：1
  - 一般：1

### 出口
- ブース数：3
  - ETC専用：1
  - 一般：2

## 歴史
- 1977年7月21日 : 若宮IC-古賀IC間開通
- 1979年3月8日 : 八幡IC-若宮IC間開通

## 若宮バスストップ
若宮バスストップ（わかみやバスストップ）は、福岡県宮若市の九州自動車道にある若宮ICに併設されたバス停留所である。高速バスは若宮ICで九州自動車道を降りることなく停車する。
バスの電光板の表記では若宮インターチェンジとなっており、乗務員（運転手）もそのように案内する。

### 停車する高速バス路線
詳細は当該路線を参照のこと。
| 下り線側                           | 下り線側                    | 下り線側                                                                                   |
| 路線愛称                           | 運行会社                    | 方面                                                                                       |
| ---------------------------------- | --------------------------- | ------------------------------------------------------------------------------------------ |
| なかたに号 ひきの号 いとうづ号ほか | 西日本鉄道 西鉄バス北九州   | 天神高速バスターミナル                                                                     |
| （愛称名なし）                     | 西鉄バス筑豊                | 立花山・天神高速バスターミナル                                                             |
| 出島号                             | 長崎県交通局                | 高速基山・長崎（長崎駅前交通会館）                                                         |
| どんたく号                         | 西日本鉄道 名鉄バス         | （降車のみ）                                                                               |
| 福北リムジン                       | 西日本鉄道 北九西鉄タクシー | （降車のみ）                                                                               |
| 上り線側                           |                             |                                                                                            |
| 路線愛称                           | 運行会社                    | 方面                                                                                       |
| なかたに号                         | 西日本鉄道                  | 直方パーキングエリア・中谷・小倉駅・砂津                                                   |
| ひきの号                           | 西日本鉄道                  | 直方パーキングエリア・千代ニュータウン・引野口・小倉駅・砂津                               |
| いとうづ号                         | 西日本鉄道                  | 直方パーキングエリア・千代ニュータウン・引野口・皿倉山ケーブル・到津の森公園・小倉駅・砂津 |
| （愛称名なし）                     | 西鉄バス北九州              | 直方パーキングエリア・津田・苅田駅入口・行橋営業所                                         |
| （愛称名なし）                     | 西鉄バス筑豊                | 直方パーキングエリア・八幡インターチェンジ・直方                                           |
| どんたく号                         | 西日本鉄道 名鉄バス         | 名古屋（栄オアシス21・名鉄バスセンター）                                                   |
| 出島号                             | 長崎県交通局                | （降車のみ）                                                                               |

## 周辺
- 脇田温泉
- 犬鳴峠
- 竹原古墳
- バスストップ利用者のためにパークアンドライド用の私設駐車場が2ヶ所あり、1日300円・月極3,000円となっている。どちらも自動ゲートが設置されておらず、オーナー住居に利用者が直接伺い支払いをする仕組みとなっている。

## 隣
E3 九州自動車道
(4)八幡IC/BS - 直方PA/BS（PAは上り線のみ）- (4-1)鞍手IC - 鞍手PA（下り線のみ） - (4-2)宮田スマートIC（当インター方面からの下車不可） - (5)若宮IC/BS - 古賀SA - (6)古賀IC